# Sadova (Suceava)
Pour les articles homonymes, voir Sadova (homonymie).
Sadova est une commune roumaine située dans le județ de Suceava.